# Zachariasz (Sbhatleab)
Zachariasz (imię świeckie Beyene Sbhatleab, ur. 1938 w Gojam) – duchowny Etiopskiego Kościoła Ortodoksyjnego, od 2008 arcybiskup Nowego Jorku.

## Życiorys
Sakrę biskupią otrzymał 21 stycznia 1979 jako biskup Omo. W latach 1994–2008 był biskupem Gojjam. W 2008 został mianowany arcybiskupem Nowego Jorku.